# MacOS Sonoma
macOS Sonoma (versione 14) è la ventesima major release di macOS, il sistema operativo di Apple per computer Macintosh. Successore di macOS Ventura, è stato annunciato alla WWDC 2023 il 5 giugno e pubblicato il 26 settembre dello stesso anno. Prende il nome dalla contea di Sonoma in California.
La versione beta per sviluppatori è stata distribuita il 5 giugno 2023, mentre la beta pubblica l'11 luglio 2023.

## Funzioni
macOS Sonoma include una serie di nuove funzionalità e miglioramenti, incentrati principalmente sulla produttività e sulla creatività:
- I widget sono stati rinnovati. Non sono più vincolati al Centro notifiche, ma possono essere posizionati ovunque sullo schermo e il selettore widget è stato riprogettato per assomigliare alle versioni iPadOS e iOS.
- La schermata di blocco è stata ridisegnata per includere una data e un'ora simili a iOS e iPadOS. I pulsanti di accensione sono diventati un menu contestuale.
- Le app di videoconferenza possono sovrapporre il video della webcam del relatore alla condivisione dello schermo.
- Le icone delle app sono state rese più arrotondate.
- La barra di ricerca Spotlight è stata resa più arrotondata e la sua larghezza è stata ridotta.
- Modifiche a Safari:
  - I profili di navigazione abilitano set separati di segnalibri, estensioni e cookie, che possono essere utilizzati per separare, ad esempio, una configurazione personale da una di lavoro.
  - La condivisione delle password consente a più persone di accedere alla stessa raccolta di password di siti Web e di aggiornarle secondo necessità, con la sincronizzazione delle modifiche su tutti i dispositivi registrati.
  - Le app web di Safari consentono all'utente di aggiungere qualsiasi sito web al Dock e di aprirlo in un'interfaccia Safari semplificata, proprio come un'app. Questa funzionalità è leggermente diversa dalle Progressive Web App poiché non richiede lavoro aggiuntivo da parte degli sviluppatori di siti Web.
- Modifiche a Messaggi:
  - Filtri di ricerca più precisi: ad esempio è possibile abbinare il nome del contatto ad un termine di ricerca per cercare il termine all'interno di una conversazione specifica.
  - Il recupero consente all'utente di passare rapidamente al primo messaggio non letto in una conversazione.
  - Il tapback ora appare come più icone invece di essere un menu contestuale.
  - Gli adesivi di iMessage hanno una nuova interfaccia di selezione.
- L'app di Apple TV ora ha una barra laterale invece che una barra superiore.
- La modalità Gioco ottimizza le prestazioni di gioco dando priorità alle attività di gioco e assegnando più capacità di GPU e CPU al gioco. Fornisce frame rate più fluidi per il gioco e tempi di risposta più rapidi per controller di gioco wireless e AirPods.
- Nuovi salvaschermi al rallentatore di diverse località in tutto il mondo. Una volta effettuato l'accesso, rallentano gradualmente e diventano lo sfondo del desktop.
- Animazioni più fluide per diverse aree come il pannello delle notifiche, la schermata di blocco e il gesto del desktop. Le notifiche ora scorrono con un movimento semplice, la schermata di blocco ora si ingrandisce e rimpicciolisce durante lo sblocco e il blocco, il gesto mostra desktop ha una nuova animazione con ritorno elastico.
- Gli utenti possono reagire con le mani e verranno visualizzate animazioni in base al gesto della mano.
- La decodifica hardware AV1 è stata introdotta sui dispositivi con supporto per la decodifica hardware AV1, come i Mac con SoC della famiglia Apple M3.[10][11]
- Print Center, utility rimossa in Mac OS X Tiger, è stata reintrodotta per la gestione dei lavori di stampa, la visualizzazione di diverse code di stampa e la pausa o l'eliminazione dei lavori di stampa.
- Il cursore del testo ora assomiglia di più alla sua controparte iOS. È più audace, lampeggia in modo fluido e il suo colore segue il colore principale dell'app corrente. Visualizza inoltre brevemente un indicatore che mostra la lingua di input corrente quando l'utente cambia la lingua della tastiera. Questo indicatore può anche segnalare utili dettagli di input come quando il blocco maiuscole è attivo.
- I video ora vengono codificati più velocemente in Final Cut Pro, Compressor e applicazioni video di terze parti su computer Mac che utilizzano M1 Ultra o M2 Ultra.

### Gioco
Oltre a macOS Sonoma, Apple ha annunciato strumenti di sviluppo per il porting dei giochi Windows su macOS. Il Game Porting Toolkit (GPTK), derivato da Wine e pubblicato in beta, traduce le chiamate API di Windows in API macOS equivalenti, consentendo agli sviluppatori di eseguire versioni non modificate dei loro giochi Windows DirectX x86 su macOS. Gli utenti Mac sono stati in grado di utilizzare Game Porting Toolkit per eseguire numerosi giochi DirectX 12; I notiziari tecnologici hanno paragonato lo strumento al livello di compatibilità Proton di Valve per Linux. Apple ha anche distribuito un Metal Shader Converter che converte gli shader nell'API grafica Metal di Apple.
Una revisione di DigitalFoundry della prima beta di Game Porting Toolkit l'ha trovata "impressionante", con pochi difetti grafici e pieno supporto per i controller della console invece della tastiera, anche se hanno scoperto che i frame rate erano circa la metà di quello che sarebbero su Windows, e che molti giochi non erano supportati. Nella beta di Sonoma gli aggiornamenti al Game Porting Toolkit hanno portato il supporto per i giochi a 32 bit e prestazioni migliori di circa il 20%.
Secondo il giornalista Peter Cohen, la modalità di gioco e il Game Porting Toolkit sono miglioramenti ma non indicano il tipo di "cambiamento epocale" nelle priorità e nella cultura di Apple necessario per costruire un vero ecosistema di gioco per Mac. Cohen afferma che il problema con i giochi per Mac non sta nella capacità di portare i giochi, ma nella mancanza di un "business case" per gli editori di giochi per farlo, a causa della bassa quota di mercato del Mac, del costo di supportare un port e domanda incerta di giochi Mac poiché molti utenti Mac possiedono anche console o PC da gioco.

### Funzioni rimosse
- Il supporto per i plug-in legacy di Mail è stato rimosso.[18]
- Il supporto dell'API di sistema per la conversione di file PostScript ed EPS in formato PDF è stato rimosso, in seguito a precedenti modifiche apportate a macOS Ventura che rimuovevano il supporto per la visualizzazione e la conversione di file PostScript in Anteprima.[19]

## Compatibilità
macOS Sonoma supporta i Mac con Apple Silicon e chip Intel Xeon-W e Coffee Lake/Amber Lake di ottava generazione e successivi, ed elimina il supporto per vari modelli usciti nel 2017, segnando ufficialmente la fine del supporto per i Mac senza display Retina e tutti i modelli di MacBook da 12 pollici. L'iMac 2019 è l'unico Mac Intel supportato da Sonoma a cui manca un chip T2. Sonoma supporta i seguenti modelli Mac:
- iMac (2019 e successivi)
- iMac Pro (2017)
- MacBook Air (2018 e successivi)
- MacBook Pro (2018 e successivi)
- Mac Mini (2018 e successivi)
- Mac Pro (2019 e successivi)
- Mac Studio (tutti i modelli)

### Supporto non ufficiale
Tramite delle patch può essere installato in modo non ufficiale su modelli precedenti che ufficialmente non sono supportati. Tali modelli risalgono al MacBook Pro del 2008 e all'iMac del 2007.
Secondo un'analisi di Ars Technica, i Mac del 2016 e del 2017 hanno ricevuto in media sei anni di aggiornamenti, un numero inferiore ai sette-otto anni di aggiornamenti ricevuti dai Mac Intel usciti dal 2009 al 2015.

## Versioni
La prima beta per sviluppatori di macOS Sonoma è stata pubblicata lunedì 5 giugno 2023. La versione beta per sviluppatori di Sonoma è stata la prima a essere disponibile per chiunque avesse un account Apple Developer gratuito, senza bisogno di un abbonamento per sviluppatori. La versione completa è stata distribuita il 26 settembre 2023.
|  | Versione precedente |  | Versione attuale |  | Versione beta attuale |  | Aggiornamento di sicurezza |

| Versione                                           | Build   | Data di uscita    | Versione di Darwin                                                   |
| -------------------------------------------------- | ------- | ----------------- | -------------------------------------------------------------------- |
| 14.0                                               | 23A344  | 26 settembre 2023 | 23.0.0 xnu-10002.1.13~1 Venerdì 15 settembre 14:41:34 PDT 2023       |
| 14.1                                               | 23B74   | 25 ottobre 2023   | 23.1.0 xnu-10002.41.9~6 Lunedì 9 ott 21:27:27 PDT 2023               |
| 14.1.1                                             | 23B81   | 7 novembre 2023   | 23.1.0 xnu-10002.41.9~6 Lunedì 9 ott 21:26:29 PDT 2023               |
| 14.1.1                                             | 23B2082 | 7 novembre 2023   | 23.1.0 xnu-10002.41.9~6 Lunedì 9 ott 21:26:29 PDT 2023               |
| 14.1.2                                             | 23B92   | 30 novembre 2023  | 23.1.0 xnu-10002.41.9~6 Lunedì 9 ott 21:27:27 PDT 2023               |
| 14.1.2                                             | 23B2091 | 30 novembre 2023  | 23.1.0 xnu-10002.41.9~6 Lunedì 9 ott 21:27:27 PDT 2023               |
| 14.2                                               | 23C64   | 11 dicembre 2023  | 23.2.0 xnu-10002.61.3~2 Mercoledì 15 novembre 21:54:10 PST 2023      |
| 14.2.1                                             | 23C71   | 19 dicembre 2023  | 23.2.0 xnu-10002.61.3~2 Mercoledì 15 novembre 21:54:10 PST 2023      |
| 14.3                                               | 23D56   | 22 gennaio 2024   | 23.3.0 xnu-10002.81.5~7 Mercoledì 20 dicembre 21:30:27 PST 2023      |
| 14.4                                               | 23E214  | 7 marzo 2024      | 23.4.0 xnu-10063.100.610.0.2~19 Venerdì 12 gennaio 22:41:06 PST 2024 |
| Changelog Informazioni sulle versioni di sicurezza |         |                   |                                                                      |